# Хабсов кљунасти кит
Хабсов кљунасти кит (лат. Mesoplodon carlhubbsi, енгл. Hubbs' beaked whale, рус. Ремнезуб Хаббса) је сисар из инфрареда китова и породице Ziphiidae. 

## Распрострањење
Врста је присутна у Јапану, Канади и Сједињеним Америчким Државама.
ФАО рибарска подручја (енгл. FAO marine fishing areas) на којима је ова врста присутна су у северозападном Пацифику, североисточном Пацифику и источном централном Пацифику.

## Станиште
Станиште врсте су морски екосистеми.

## Угроженост
Подаци о распрострањености ове врсте су недовољни.

### Популациони тренд
Популациони тренд је за ову врсту непознат.